# Блаце (Прозор-Рама)
Блаце је насељено мјесто у општини Прозор-Рама, Босна и Херцеговина.

## Становништво
|         | 2013.       | 1991.        | 1981.        | 1971.        |
| Укупно  | 86 (100,0%) | 181 (100,0%) | 166 (100,0%) | 153 (100,0%) |
| Бошњаци | 61 (70,93%) | 88 (48,62%)1 | 80 (48,19%)1 | 80 (52,29%)1 |
| Хрвати  | 25 (29,07%) | 83 (45,86%)  | 81 (48,80%)  | 72 (47,06%)  |
| Остали  | –           | 10 (5,525%)  | 5 (3,012%)   | 1 (0,654%)   |

1. 1 На пописима од 1971. до 1991. Бошњаци су пописивани углавном као Муслимани.